# Costești, Buzău
Costești este satul de reședință al comunei cu același nume din județul Buzău, Muntenia, România.

## Situare geografică
Satul Costești este situat la 15 km sud-vest de municipiul Buzău (nord-estul Munteniei), pe valea Călmățuiului, într-o zonă de șes. Localitatea s-a dezvoltat de-o parte și de alta a drumului european E85 București – Buzău – Suceava, acolo unde acesta întâlnește drumul național DN2C.

## Istoric
Dovezile arheologice directe semnalate pe teritoriul actualei comune Costești atestă existența unor asezări omenești, a civilizației materiale, încă din neolitic. Astfel, în punctul numit La Mazilu sau Caraiman situat la sud, pe partea stângă a șoselei care leagă localitatea Costești de Gherăseni, a fost descoperită o așezare din neoliticul inferior.
La Costești, în spatele morii, s-a descoperit o necropolă de incinerație din prima epocă a fierului (Hallstatt), iar în satul Pietrosu a fost descoperit un depozit de culturi aparținând aceleiasi epoci. În aceleași puncte dar și în satul Spătaru, pe partea dreaptă a șoselei spre Costești au fost descoperite asezări aparținând epocii geto-dace din secolele III – IV d.Hr.
Localitatea Costești este atestată pentru prima dată la 10 iulie 1559, într-un document emis la București de domnitorul muntean Mircea Ciobanul „slugilor domniei mele Oancei cu ceata lui și lui Oprea cu ceata lui și lui Neagul cu ceata lui și lui Tatul cu ceata lui și lui Bălan cu ceata lui și lui Voico și lui Neica și lui Talpă cu frații și cu fii lor, câți Dumnezeu le va da, ca să le fie ocină în Costești, părțile lor toate, oricât se va alege, pentru că le sunt vechi și drepte ocine și dedine” . Ulterior satul apare menționat și în alte documente.
În sat au fost construite două biserici: biserica de lemn Sfinții Împărați din Costești, la 1841-1842 (dărâmată în perioada interbelică și înlocuită prin cea de cărămidă cu același hram, la 1937) și biserica de lemn Sfinții Voievozi din Pietrosu, la 1835-1836 (care a ars în 1948 și a fost înlocuită prin cea existentă azi, cu hramul Sfinților Arhangheli Mihail și Gavril, ridicată aceasta din urmă între anii 1954-1955).

## Învățământ
În comuna Costesti există 3 gradinițe și 6 școli.